# POHÉV Cmg 1610–1613

Cmg 1612 auf der stadtseitigen Rampe zur Donaubrücke (1914)

Die POHÉV Cmg 1610–1613 waren zweiachsige elektrische Straßenbahn-Triebwagen der Pozsony Országhatárszéli Helyiérdekű Villamos Vasút (P.O.H.É.V.), die auf der Pressburger Stadtstrecke der Pressburger Bahn zum Einsatz kamen. Die dazu passenden Beiwagen trugen die Reihenbezeichnung Ch.

## Geschichte
Die Pressburger Bahn wies neben der mit Wechselstrom betriebenen Überlandstrecke zwischen Schwechat und Engerau auch zwei Stadtstrecken mit Gleichstrom auf. Für die Pressburger Stadtstrecke beschaffte die P.O.H.É.V. 1913 vier zweiachsige Gleichstrom-Triebwagen mit der Bezeichnung Cmg 1610–1613 bei Ganz & Co. in Budapest, die weitestgehend zeitgenössischen ungarischen Straßenbahnfahrzeugen entsprachen und gelb gestrichen waren.

Cmg 1610 bereits mit Scherenbügel in Pressburg (um 1918)

Die für die Wiener Stadtstrecke beschafften Triebwagen unterschieden sich wesentlich von den Pressburger Triebwagen, wurden aber ebenfalls als Cmg bezeichnet.
Zu den Triebwagen beschaffte die P.O.H.É.V. drei passende Beiwagen der Reihe Ch mit den Betriebsnummern 1534–1536, die im wagenbaulichen Teil mit den Triebwagen übereinstimmten. 

### Verbleib

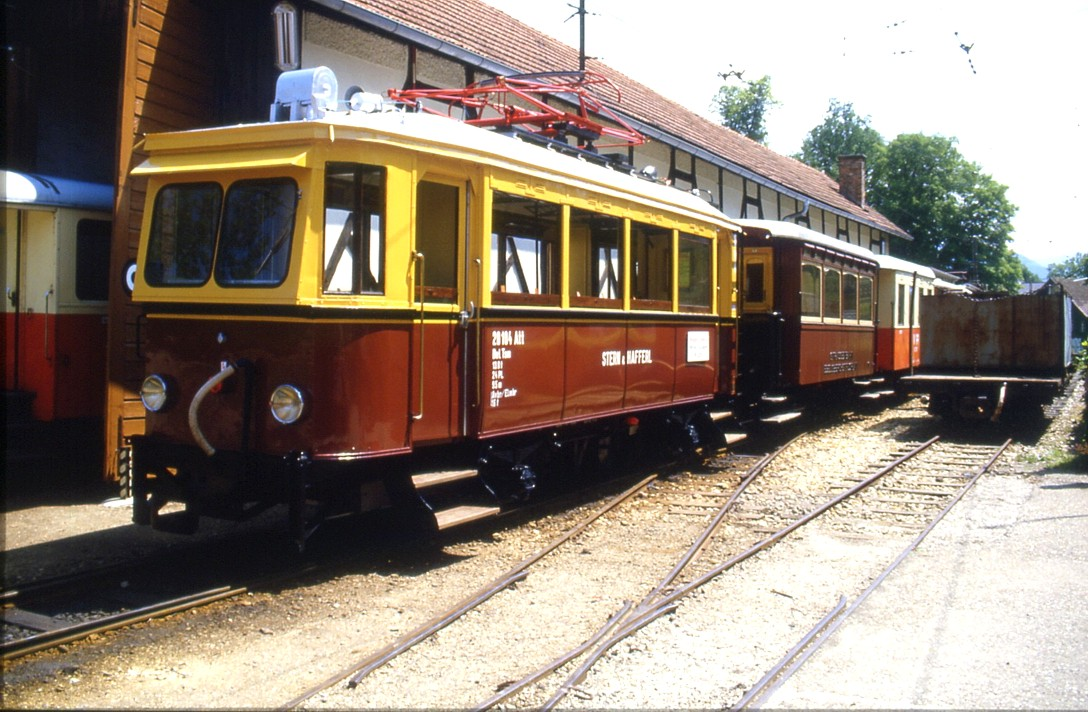
Stern & Hafferl 20.104 (ex Cmg 1612) im Jahr 1984

Nachdem 1936 die Normalspurstrecke Staatsgrenze–Pressburg auf Meterspur umgebaut worden war, wurden auch die Triebwagen 1610, 1611 und 1613 umgespurt und in den Bestand der Straßenbahn Bratislava eingegliedert. Nach 1945 erhielten die Wagen neue Wagenkästen ähnlich den anderen Pressburger Straßenbahn-Triebwagen und die Nummern 10 bis 14, unter denen sich auch ein aus einem ehemaligen Pressburger Beiwagen umgebauter Triebwagen befand. Im Zuge der Umbauten erhielten die Fahrzeuge auch eine neue elektrische Ausrüstung von Škoda.
Der Triebwagen 1612 verblieb zunächst in der Remise Kopčany und wurde 1941 als Normalspurfahrzeug gemeinsam mit weiteren Wagen an die Firma Stern & Hafferl verkauft, die ihn ebenfalls umspurte und mit einer Saugluftbremse ausrüstete. Das Fahrzeug war zunächst als AM 4, ab 1947 mit 20.101 und ab 1953 mit 20.104 bezeichnet und kam auf der Lokalbahn Vöcklamarkt–Attersee zum Einsatz, wo es heute noch für Nostalgiefahrten vorhanden ist. 

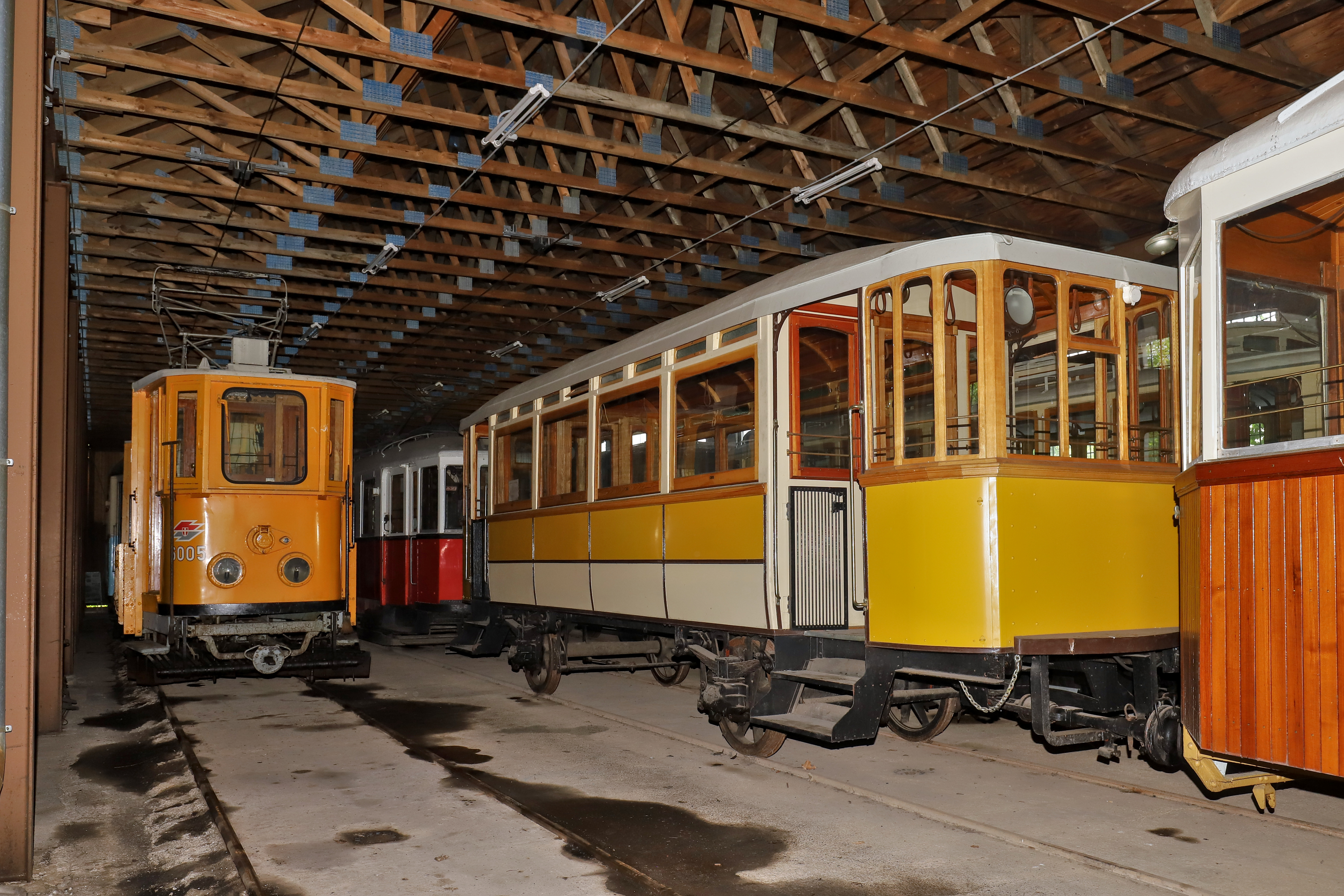
Beiwagen Ch 1534 bei der Museumstramway Mariazell

Beiwagen Ch 1534 kam später ebenfalls zu Stern & Hafferl, wurde motorisiert und auf der Gmunder Straßenbahn als GM 4 eingesetzt. Er befindet sich heute – wieder in den Urzustand zurückversetzt – bei der Museumstramway Mariazell. 